# 1729
1729(천칠백이십구)는 1728보다 크고 1730보다 작은 자연수다.

## 수학
- 합성수로, 그 약수는 1, 7, 13, 19, 91, 133, 247, 1729다. 진약수의 합은 511이므로, 1729는 부족수다.
- 19번째 십이각수다. 앞의 십이각수는 1548, 다음은 1920이다.
- 13번째 이십사각수다. 앞의 이십사각수는 1464, 다음은 2016이다.
- 3번째 카마이클 수다. 앞의 카마이클 수는 1105, 다음은 2465다.
- 3번째 차이젤 수다. 앞의 차이젤 수는 1419, 다음은 1885다.
- {\displaystyle 1729=1^{3}+12^{3}=9^{3}+10^{3}}
  - 서로 다른 두 자연수의 세제곱합으로 나타낼 수 있는 방법이 두 가지인 가장 작은 수다.
  - 연속하는 두 자연수인 9와 10의 세제곱합으로 나타낼 수 있으며, 이 성질을 지닌 앞의 수는 1241, 다음 수는 2331이다.
  - 고드프리 해럴드 하디가 스리니바사 라마누잔을 병문안할 때의 일화로 인해 ‘하디-라마누잔 수’라고 불리기도 한다.
- {\displaystyle 1729=19\times 91}
  - {\displaystyle ab\times ba}의 꼴로 나타낼 수 있는 수열의 19번째 수다. 이 수열의 앞의 수는 1458, 다음 수는 40이다. (OEIS의 수열 A061205)
  - {\displaystyle ab\times ba}의 꼴로 나타낼 수 있는 수열의 91번째 수다. 이 수열의 앞의 수는 810, 다음 수는 2668이다. (OEIS의 수열 A061205)
- {\displaystyle 1729=7\times 13\times 19}
  - 261번째 쐐기수로, 제곱 인수 없이 3개의 소수(素數)의 곱으로 나타낼 수 있는 수다. 앞의 쐐기수는 1705, 다음 쐐기수는 1730이다.
    - 95번째 홀수 쐐기수다. 앞의 홀수 쐐기수는 1705, 다음은 1743이다.

## 과학·기술
- NGC 1729: 오리온자리 방향에 있는 나선은하.
- 1729 베릴(영어판): 소행성.
- 코스모스 1729호(영어판): 소련의 인공위성

## 문화유산
- 대한민국의 보물 제1729호: 창원 성주사 목조석가여래삼불좌상

## 기타
- 연도: 1729년, 기원전 1729년

## 같이 보기
- 1000
- 흥미로운 숫자 역설